# シミズオクト
株式会社シミズオクト（Shimizu Octo, Inc.）は東京都新宿区高田馬場4丁目39番1号に本社を置く舞台装置作成・施設管理・警備・イベント制作運営管理を行う会社である。

## 概要
舞台関係では日本最大手であり、野外舞台や大会場（日本武道館、東京ドームなど）での基礎舞台の設営では自社で特許をもつSSRといわれる仮設装置を使ってステージ造りを行っている。自社でスタジオも所有しており（千葉スタジオ、新木場スタジオ）イベント、コンサートを多く手がけている。
施設管理では東京ドーム、札幌ドームなどドーム球場全般、横浜スタジアム、千葉マリンスタジアムなどの野球場、国立競技場、有明コロシアム、東京スタジアム、千葉市蘇我球技場などの施設の管理を手がけている。フクダ電子アリーナは日本初の指定管理者（シミズオクト・東洋メンテナンス蘇我球技場共同事業体）として2005年9月1日、千葉市から指定を受けた。
運営・警備関係においては、東京ドームをはじめとするスポーツ・ライブエンターテイメントや大型パレードを得意としており、実施はもとよりセキュリティ関連のコンサルタントとして企画制作を担っている。
元々は舞台・TVの美術制作会社であるシミズ舞台工芸株式会社と施設管理・警備・イベント運営管理を行う株式会社シミズスポーツに分かれていたが、2002 FIFAワールドカップの施設管理・警備を行う関係で、諸般の事情により2001年8月1日付で合併し現在に至る。

## 沿革
- 1932年 - 創業
- 1959年 - 株式会社シミズスポーツサービスセンター設立
- 1970年 - 株式会社シミズスポーツ装飾センターに改称
- 1972年 - シミズ舞台工芸株式会社設立
- 1987年 - 株式会社シミズサービス千葉設立
- 1992年 - 株式会社西日本シミズ設立
- 1994年 - 株式会社シミズスポーツ装飾センターを株式会社シミズスポーツに社名変更
- 1995年 - 株式会社横浜シミズ設立・大阪支店（現・大阪シミズ）設立
- 1996年　名古屋支店（現・名古屋シミズ）設立
- 1999年 - 株式会社北海道シミズ設立
- 2000年 - 株式会社埼玉シミズ設立
- 2001年 - 株式会社シミズオクト誕生
- 2009年 - 株式会社沖縄シミズ設立
- 2013年 - 清億舞台技術(上海)有限公司設立
- 2022年 - 大阪支店、名古屋支店、東北支店を法人化し、株式会社大阪シミズ、株式会社名古屋シミズ、株式会社東北シミズ設立
- 2025年 - 株式会社シミズサービス千葉を株式会社千葉シミズに社名変更

## 国内拠点

### 本社・各部門
- 高田馬場スタジオ（本社）
- 下落合スタジオ
- シミズ第2ビル
- シミズオクト神宮外苑
- シミズ千駄ヶ谷ビル
- グラスシティ後楽
- 千葉スタジオ（袖ヶ浦）
- 調布スタジオ
- 新木場スタジオ
- 取手スタジオ
- 味の素スタジアム営業所

### グループ会社制作スタジオ
- 北海道シミズ 札幌スタジオ（札幌市東区）
- 東北シミズ 仙台スタジオ（宮城県名取市）
- 東北シミズ 仙台第2スタジオ（宮城県名取市）
- 大阪シミズ 大阪スタジオ（大阪市港区）
- 大阪シミズ 玉造スタジオ（大阪市東成区）
- 西日本シミズ 福岡スタジオ（福岡市東区）

## 海外拠点
- 清億舞台技術（上海）有限公司

## グループ会社
- 北海道シミズ
- 東北シミズ（仙台）
- 横浜シミズ
- 埼玉シミズ
- 千葉シミズ
- 名古屋シミズ
- 大阪シミズ
- 西日本シミズ（福岡）
- 沖縄シミズ
- シミズオクトホールディングス

## 不祥事
2022年11月29日、東京オリンピック・パラリンピックのテスト大会に関連する業務の入札をめぐる談合事件で、東京地検特捜部などが家宅捜索に入った。不起訴処分